# 寺島良一
寺島 良一（てらしま りょういち、1961年 - ）は、ビーイングの編曲家、ギタリスト、レコーディングディレクター。

## 人物
- 1987年に音楽制作会社ビーイングに入社し、B'zを始め大黒摩季・MANISH・宇徳敬子などのディレクションを担当する。
- 元B'zの音楽集団、B+U+Mのメンバーであった。
- 2002年以降は中島正雄に代わって、ZAIN PRODUCTSの代表としてBREAKERZを手掛けた。

## ディレクター作品
- 稲葉浩志 - 『マグマ』
- 岩田さゆり（全て）
- 宇徳敬子 - 『氷』『満月〜rhythm〜』
- 大黒摩季 - 『STOP MOTION』『DA・DA・DA』『U.Be Love』『永遠の夢に向かって』『LA.LA.LA』
- 坪倉唯子 - 『ジュテーム』
- DEEN - 『このまま君だけを奪い去りたい』『翼を広げて』
- B'z - 多数
- MANISH - 『Cheer!』ほか

## 編曲提供
| 歌手名   | タイトル            | 作詞者     | 作曲者   | 編曲者            |
| 稲葉浩志 | マグマ              | 稲葉浩志   | 稲葉浩志 | 稲葉浩志 寺島良一 |
| 稲葉浩志 | 遠くまで            | 稲葉浩志   | 稲葉浩志 | 稲葉浩志 寺島良一 |
| 稲葉浩志 | LOVE LETTER         | 稲葉浩志   | 稲葉浩志 | 稲葉浩志 寺島良一 |
| 稲葉浩志 | Here I am!!         | 稲葉浩志   | 稲葉浩志 | 稲葉浩志 寺島良一 |
| 稲葉浩志 | 炎                  | 稲葉浩志   | 稲葉浩志 | 稲葉浩志 寺島良一 |
| 稲葉浩志 | 幸福への長い坂道    | 稲葉浩志   | 稲葉浩志 | 稲葉浩志 寺島良一 |
| 高岡亜衣 | 雲になれたら        | 高岡亜衣   | 高岡亜衣 | 寺島良一          |
| 高岡亜衣 | Baby one more smile | 高岡亜衣   | 高岡亜衣 | 寺島良一          |
| TARAKO   | ハートのジョーカー  | 小田佳奈子 | 寺尾広   | 寺島良一          |
| TWINZER  | Dear My Love        | 森山翔     | 生沢佑一 | 加藤貴也 寺島良一 |
| TWINZER  | ALL RIGHT           | 生沢佑一   | 生沢佑一 | 生沢佑一 寺島良一 |
| TEARS    | 君がいたあの季節    | 葛原豊     | 本田孝信 | 加藤貴也 寺島良一 |
| Ryu      | ラブラブ            | Ryu        | Ryu      | 寺島良一          |